# Servicio Voluntario Damas Rosadas
El Servicio Voluntario Damas Rosadas (traduït en català: Servei Voluntari Dames Rosades), també conegut com Damas Rosadas, és un organització sense ànim de lucre servei voluntari uruguaià.
És una associació civil amb personalitat jurídica, apolítica i arreligiosa, que treballa de manera organitzada.

## Història
Fue creat oficialment el 8 d'abril de 1970 a Hospital de Clínicas per iniciativa de nou senyores de voler contribuir amb el seu temps, paciència i amor a elevar la qualitat de l'servei que se li brinda a l'pacient, complementant així la labor amb el personal de salut. Aquesta fundada per iniciativa d'esposes de metges de l'hospital i dones de la de l'organització jueva B`nai B`rith Uruguai.
Amb orientació assistencialista, la seva comesa és el de prestar ajuda als malalts de l'hospital. Dames Rodasadas organitza seminaris i tallers interns, per així revitalitzar el grup i aconseguir superació.
Per ser part de l'agrupació s'ha de passar una entrevista, tenir entre 25 i 65 anys, i un compromís mínim de temps de quatre hores setmanals.
Des de la seva creació l'aspirant voluntàries ha de concórrer a cursos de capacitació obligatoris de 10 classes de durada. El seu uniforme és una túnica rosa amb una pitrera blava (perquè no es veiessin alajas).
Sos voluntarias son exclusivamente de mujeres.
Existe también la agurapacion de Damas Rosadas argentinas.
Dames Rosades va rebre el Premi Morosoli el 2019.
Seva actua directora és Milca Ferreiro.